# Wales (Massachusetts)
Wales è un comune degli Stati Uniti d'America facente parte della contea di Hampden nello stato del Massachusetts.